# Фурманово (Крым)
Фу́рманово (до 1948 года Маму́т-Бай; укр. Фурманове, крымскотат. Mamut Bay, Мамут Бай) — село в Сакском районе Республики Крым, в составе Воробьёвского сельского поселения (согласно административно-территориальному делению Украины — Воробьёвского сельсовета Автономной Республики Крым).

## Население
| 2001 | 2014 |
| ---- | ---- |
| 129  | ↘97  |

Всеукраинская перепись 2001 года показала следующее распределение по носителям языка
| Язык             | Процент |
| ---------------- | ------- |
| крымскотатарский | 58.14   |
| русский          | 32.56   |
| украинский       | 8.53    |

### Динамика численности
| - 1806 год — 59 чел. - 1864 год — 22 чел. - 1889 год — 81 чел. - 1900 год — 41 чел. - 1915 год — 37/45 чел - 1926 год — 88 чел. | - 1939 год — 108 чел. - 1989 год — 52 чел. - 2001 год — 129 чел. - 2009 год — 110 чел. - 2014 год — 97 чел. |

## Современное состояние
На 2016 год в Фурманово числится 1 улица — Рабочая; на 2009 год, по данным сельсовета, село занимало площадь 6 гектаров, на которой в 38 дворах числилось 110 жителей. Село связано автобусным сообщением с Евпаторией и соседними населёнными пунктами.

## География
Фурманово — небольшое село на западе района, в степном Крыму, высота над уровнем моря — 48 м. Соседние сёла: Шишкино в 1 км западнее и Воробьёво в 1,5 км на северо-восток. Расстояние до райцентра — около 45 километров (по шоссе), ближайшая железнодорожная станция — Евпатория в 22 километрах. Транспортное сообщение осуществляется по региональной автодороге 35Н-477 Шишкино — Воробьёво — Шаумян (по украинской классификации — С-0-11229).

## История
Первое документальное упоминание села встречается в Камеральном Описании Крыма… 1784 года, судя по которому, в последний период Крымского ханства Мангут бай входил в Козловский кадылык Козловского каймаканства.
После присоединения Крыма к России (8) 19 апреля 1783 года, (8) 19 февраля 1784 года, именным указом Екатерины II сенату, на территории бывшего Крымского Ханства была образована Таврическая область и деревня была приписана к Евпаторийскому уезду. После Павловских реформ, с 1796 по 1802 год, входила в Акмечетский уезд Новороссийской губернии. По новому административному делению, после создания 8 (20) октября 1802 года Таврической губернии, Мамут-Бай был включён в состав Кудайгульской волости Евпаторийского уезда.
По Ведомости о волостях и селениях, в Евпаторийском уезде с показанием числа дворов и душ… от 19 апреля 1806 года в деревне Мамут-Бай числилось 10 дворов и 59 крымских татар. На военно-топографической карте генерал-майора Мухина 1817 года деревня Мамут бай обозначена с 10 дворами. После реформы волостного деления 1829 года Мамут Бай, согласно «Ведомости о казённых волостях Таврической губернии 1829 года» остался в составе Кудайгульской волости. На карте 1836 года в деревне 7 дворов, а на карте 1842 года Мамут-Бай обозначен условным знаком «малая деревня», то есть, менее 5 дворов.
В 1860-х годах, после земской реформы Александра II, деревню приписали к Чотайской волости. Согласно «Памятной книжке Таврической губернии за 1867 год», деревня Мамут бай была покинута жителями в 1860—1864 годах, в результате эмиграции крымских татар, особенно массовой после Крымской войны 1853—1856 годов, в Турцию и заселена русскими мещанами. В «Списке населённых мест Таврической губернии по сведениям 1864 года», составленном по результатам VIII ревизии 1864 года, Мамут-Бай — владельческая русская деревня, с 4 дворами и 22 жителями и мечетью при колодцах. По обследованиям профессора А. Н. Козловского 1867 года, вода в колодцах деревни была «хорошая, пресная», а их глубина достигала 20—25 саженей (42—53 м). На трехверстовой карте Шуберта 1865—1876 года в деревне обозначено 8 дворов. В «Памятной книге Таврической губернии 1889 года», по результатам Х ревизии 1887 года, в деревне Мамут-Бай числилось 14 дворов и 81 житель.
Земская реформа 1890-х годов в Евпаторийском уезде прошла после 1892 года, в результате Мамут-Бай приписали к Донузлавской волости.
По «…Памятной книжке Таврической губернии на 1900 год» в деревне числился 41 житель в 7 дворах. В 1904 году, согласно энциклопедическому словарю «Немцы России», в Мамут-Бае, на 800 десятинах, поселились крымские немцы-лютеране. По Статистическому справочнику Таврической губернии. Ч.II-я. Статистический очерк, выпуск пятый Евпаторийский уезд, 1915 год, в село Мамут-Бай 1-й Донузлавской волости Евпаторийского уезда числилось 6 дворов с немецкими жителями (все дворы с землёй) в количестве 37 человек приписного населения и 45 — «постороннего», из которых 58 мужчин и 24 женщины. Жители владели 750 десятинами удобной земли. В хозяйствах имелось 48 лошадей, 56 волов, 14 коров и 124 головы мелкого скота Также имелся хутор Мамут-Бай 2-й — 1 двор, 5 приписных немцев и 40 посторонних (согласно энциклопедическому словарю «Немцы России» — 49 жителей).
После установления в Крыму Советской власти, по постановлению Крымревкома от 8 января 1921 года № 206 «Об изменении административных границ» была упразднена волостная система и село вошло в состав Евпаторийского района Евпаторийского уезда, а в 1922 году уезды получили название округов. 11 октября 1923 года, согласно постановлению ВЦИК, в административное деление Крымской АССР были внесены изменения, в результате которых округа были отменены и произошло укрупнение районов — территорию округа включили в Евпаторийский район. Согласно Списку населённых пунктов Крымской АССР по Всесоюзной переписи 17 декабря 1926 года, в селе Мамут-Бай, Болек-Аджинского сельсовета Евпаторийского района, числилось 15 дворов, из них 14 крестьянских, население составляло 88 человек, из них 76 немцев, 7 русских и 5 украинцев. По данным всесоюзной переписи населения 1939 года в селе проживало 108 человек. Вскоре после начала Великой Отечественной войны, 18 августа 1941 года крымские немцы были выселены, сначала в Ставропольский край, а затем в Сибирь и северный Казахстан.
После освобождения Крыма от фашистов, 12 августа 1944 года было принято постановление № ГОКО-6372с «О переселении колхозников в районы Крыма» и в сентябре 1944 года в район приехали первые новосёлы (150 семей) из Киевской и Каменец-Подольской областей, а в начале 1950-х годов последовала вторая волна переселенцев из различных областей Украины. С 25 июня 1946 года Мамут-Бай в составе Крымской области РСФСР. Указом Президиума Верховного Совета РСФСР от 18 мая 1948 года, Мамут-Бай переименовали в Фурманово. 26 апреля 1954 года Крымская область была передана из состава РСФСР в состав УССР. Время включения в состав Воробьёвского сельсовета пока не установлено: на 15 июня 1960 года село уже числилось в его составе. 1 января 1965 года, указом Президиума ВС УССР «О внесении изменений в административное районирование УССР — по Крымской области», Евпаторийский район был упразднён и село включили в состав Сакского (по другим данным — 11 февраля 1963 года). По данным переписи 1989 года в селе проживало 52 человека. С 12 февраля 1991 года село в восстановленной Крымской АССР, 26 февраля 1992 года переименованной в Автономную Республику Крым. С 21 марта 2014 года в составе Крыма, аннексировано Россией.
12 мая 2016 года парламент Украины, не признающий российскую аннексию, принял постановление о переименовании села в Мамут-Бай (укр. Мамут-Бай), в соответствии с законами о декоммунизации, однако данное решение не вступает в силу до «возвращения Крыма под общую юрисдикцию Украины».